# قصرويت
قصرويت موقع أثري لمدينة نبطية قديمة كانت بمثابة مركزاً تجارياً في شمال سيناء ونقطة عبور للقوافل النبطية في طريقها إلى خليج السويس ويوجد في الموقع حالياً قرية بنفس الاسم تتبع مركز بئر العبد بمحافظة شمال سيناء.

## الموقع
تقع قصرويت جنوب غرب قاطية على بعد 30 كم جنوب شرق مدينة بيلوزيوم الأثرية (الفرما) و10 كم جنوب طريق القنطرة – العريش.

## التسمية
ذكرها الأثرى الفرنسى جان كليدات [الإنجليزية] باسم «قصر غيط» وهو الموقع الذى يقع على الطريق الداخلى بشمال سيناء عبر الكثبان الرملية والذى يبدأ من جيروم أو جرها (تل المحمدية حالياً 10 كم شرق الفرما) ويسكن على هذا الطريق عرب من قبيلة الحويطات، وسميت قصرويت بعد أن سكنها الحويطات. اشتُق لفظ قصرويت من الاسم اللاتينى (Castrum Autaei) أي حصن الحويطات أو قصر الحويطات،أو من اليونانية «كاسترو أفتيى» بمعنى حصن أو قصر الحويطات وتعنى المكان الذى استقر فيه عرب الحويطات.

## التاريخ والوصف
كانت المدينة عبارة عن مركز دينى وتجارى يحوى معبدين وسوق تجارى للأنباط في القرن الأول قبل الميلاد، وينقسم المعبدان إلى معبد غربى وهو الأقدم ذو سمات مصرية في المسقط الأفقى والعناصر المعمارية و أرّخ عالم الآثار الإسرائيلي إليعازر أورين تأسيس هذا المعبد إلى القرن الأول قبل الميلاد بناءاً على عمارة المعبد وجرى توسعة المعبد في مرحلة تالية وتبعه عدة إضافات وظل مستخدماً حتى هُجر في نهاية القرن الثاني الميلادي أو أوائل القرن الثالث الميلادي.
أما المعبد النبطى الثانى فكان المعبد المركزى، وشيد على نفس محور ونفس اتجاه المعبد الغربى، ويتكون من مربع يحيط به مربع آخر وواجهته كواجهة المعابد المصرية وبه صفين متوازين من الأعمدة الحجرية، والتى كانت في وقت من الأوقات تحمل تماثيل أو رموز دينية والمسقط الأفقى له يعتبر من الملامح الخاصة بالعمارة الدينية للأنباط التى وجدت في مواقع نبطية في سوريا والأردن وأرّخه أورين إلى القرن الأول الميلادى.

## أعمال التنقيب
اكتشف موقع قصرويت في 1909، وأجرى الأثرى الفرنسى كليدات أعمال مسح أثرى بشكل موجز في مايو 1911 والذى أسفر عن التعريف بأهميتها كسوق تجارى للأنباط وحصن روماني. كما نَقَبَ كليدات ستة مقابر وثلاثة أضرحة. وقام أورين ونفر بمسح آخر لمقبرتين (المقبرتان 1-2) خلال حملة تنقيب لاحقة أجرتها جامعة بن جوريون في 1975 و1976 خلال فترة الاحتلال الإسرائيلي لسيناء.
لاحظ كليدات ثلاثة أنواع من المدافن، الأول، بوضع الميت في تجويف ضحل بعمق متر أو أقل في الأرض، بحيث لا يكاد يغطي التراب الجثة. والثاني، هو وضع الموتى في توابيت بلا قاع مصنوعة من الحجر أو الطوب. يتكون الغطاء من ألواح من الحجر الجيري المتماسكة بالجص وبما يشبه بالتوابيت البشرية المصرية، وتألفت المرفقات الجنائزية من المجوهرات بالأساس. أما الثالث، كان عبارة عن مقابر حجرية ويمكن الوصول إليها من خلال ممر مقبب به درجات. وعند انتشال بقايا الهياكل العظمية، تبين أن الموتى قد وُضعوا على ظهورهم باتجاه الشرق. كذلك عُثر على بعض الأواني الفخارية والمذابح في الموقع.
اقتُرح بعد فحص المجوهرات التي استُخرجت من المقبرة 2 في قصراويت ومن المقبرتين 119 و100 في مامبسيس، ربما تكون مستوحاة من الأنواع اليونانية الرومانية المصرية والشرقية، وصنعت على يد حرفيين محليين داخل نطاق المنطقة التجارية النبطية في المملكة.

## للاستزادة
- Greco-Roman Jewellery from the Necropolis at Qasrawet (Sinai), JHP 1, 2016, 169-188, Renate Rosenthal-Heginbottom, أكاديميا.إدو